# 教宗选举秘密会议
教宗選舉秘密會議（來自於一詞，意為「以鑰匙關上」），或稱教宗選舉、選舉教宗會議，是天主教會的樞機團為了選出新任教宗而舉行的集會。天主教會認為教宗是耶穌十二宗徒之長聖伯多祿的繼承人、以及教會在人間的最高領袖。經過1268年至1271年的宗座出缺期後，天主教會為了防止教宗的選出受到政治干預而作出改革。教宗額我略十世於1274年第二次里昂大公會議進行期間頒佈法令，當中規定樞機選舉人應在選舉期間被鎖在一個用鑰匙上鎖的房間裡；如果他們未能選出一名新的教宗，他們都不可以離開該房間。這奠定了今日教宗選舉以閉門會議召開的形式。現時的教宗選舉是在梵蒂岡城宗座宮的西斯汀小堂裡舉行。

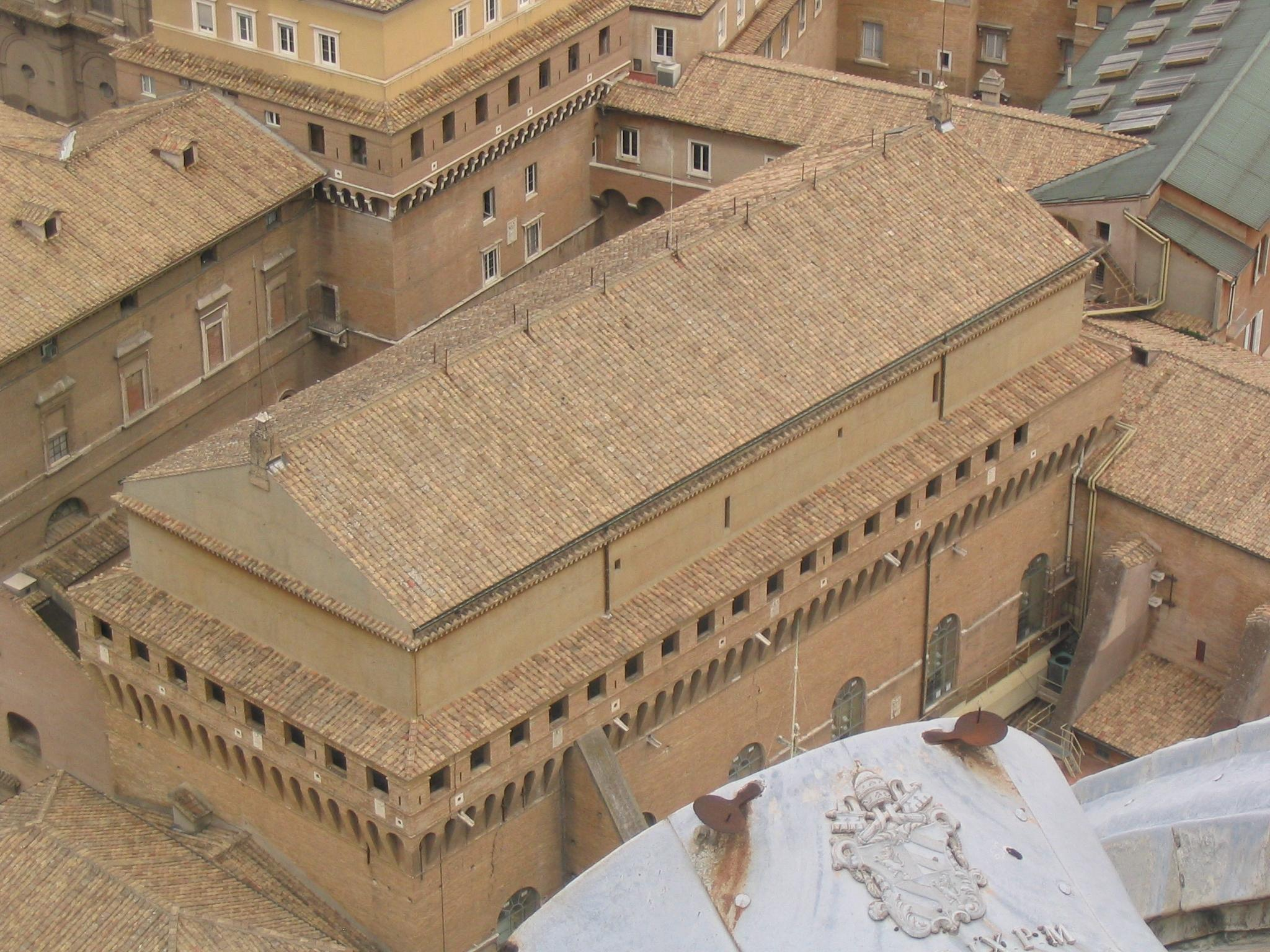
1492年教宗選舉秘密會議是首次在西斯汀小堂舉行的選舉。1878年起的所有教宗選舉秘密會議皆在此舉行。

由於教宗的初始身份是羅馬主教，在宗徒時代，教宗跟其他地方的主教一樣是由教區裡的神職人員和平信徒達成共識後而選出。樞機團在1059年被指派爲羅馬主教唯一的選舉人團，自此教宗選舉權人的定義變得更加明確。自這時開始，選舉的細節相繼形成。1970年，教宗保祿六世發出《年齡之增》自動手諭，將樞機選舉人的年齡限制在80歲或以下。現時的選舉程序由教宗若望保祿二世1996年發出的《主的普世羊群》宗座憲令確立，並由教宗本篤十六世於2007年和2013年發出的自動手諭對其作出了修正。當選為新教宗的門檻現在是必須要得到最少三分之二樞機選舉人（絕對多數）的支持票。
最近一次的教宗選舉秘密會議於2025年5月舉行，由美國及秘魯雙國籍的樞機羅伯多·方濟各·普雷沃斯特當選，取名號為良十四世。

## 歷史發展
教宗選舉的程序已歷經接近2000年的發展。教宗早期是由能政治上影響或軍事上統治包括羅馬在内的意大利半岛的國家政權選擇的：晚期羅馬帝國（西羅馬帝國）、東哥德王國、東羅馬帝國、法蘭克王國等，皇帝或國王能任命或廢黜教宗（政教合一）。直到教宗在11和12世紀和神聖羅馬帝國發生敍任權鬥爭，這才有了教宗选举秘密会议。
1059年，教宗尼古拉二世改革教宗選舉方案：教宗由樞機主教選，選舉結果由羅馬民眾確定認可。但由於選舉沒有明確勝選規則，導致了多個教宗同時出現的局面。直到1179年，教宗亞歷山大三世時期的第三次拉特朗大公會議確立了三分之二多數決勝選的要求，解決了選舉的程序問題。1268至1271年宗座出缺期期間，維泰博當局為了加快教宗選舉的進程曾將樞機们關在一個房間內。1274年，教宗額我略十世颁布《危險之處》規定教宗選舉的程序，這與現代的選舉程序相近。
教宗額我略十五世於1621年颁布的教宗詔書《永恒天父之子》再將選舉程序完善，其中再次申明某人得到樞機選舉人三分之二的支持票後當選教宗的要求。這個會要求因獲選為教宗的人是否獲准向自己投票而有所變化。如果獲選為教宗的人可以向自己投票，當選教宗的最低票數是三分之二樞機選舉人加一票。《永恒天父之子》禁止自我投票並確立要當選為教宗的票數是樞機選舉人的三分之二。詔書亦沒有取消「一致歡呼」的選舉模式，但規定新教宗當選前必須要舉行一次秘密投票。

### 選民
早期基督教徒社群冒起時，神職人員和平信徒在鄰近教區主教的協助下選出主教。聖居普良指教宗科爾乃略是被「天主及其教會的旨意、接近全體聖職人員的見證，年老主教（司鐸）組成的主教團及心存善意的人」選為羅馬主教。跟其他教區一樣，羅馬教區所有神職人員組成選出羅馬主教的團體。羅馬主教的選舉不設投票制，而是以神職人員的一致共識或「一致歡呼」選出。當該人被選為候選羅馬主教後，人民其後會表達普遍贊成還是普遍不贊成他出任羅馬主教的意願。這個非確切的選舉程序或會導致對立教宗出現。
769年舉行的拉特朗宗教會議廢除了平信徒拒絕承認被選為羅馬主教者之權。不過，教宗尼各老一世於862年的羅馬宗教會議裡將這個權力重新賦予羅馬貴族。教宗需要發誓效忠神聖羅馬帝國皇帝，而皇帝有保護羅馬為一個安全及和平城市之責。1059年，教宗選舉的規範改變。教宗尼各老二世發出教宗詔書《以天主之名》。詔書裡規定樞機為羅馬主教選舉的唯一選舉人，而被樞機選為羅馬主教的人會在得到神職人員和平信徒的同意後就任為羅馬主教。各主教級樞機會先會面商討羅馬主教的候選人，然後再召集各司鐸級樞機和各執事級樞機正式投票選出羅馬主教。1139年的第二次拉特朗大公會議將候任羅馬主教必須得到神職人員和平信徒同意後就任的規定廢除，而1179年的第三次拉特朗大公會議決定將樞機團內三個等級的樞機賦予平等地位。
天主教會在中世紀和文藝復興大部分時間裡都仅有很少量的樞機。教宗亞歷山大四世和教宗若望二十一世在位期間只有7位樞機。樞機選舉人覺得前往選舉舉行地是十分困難的事而決定不參加選舉。當參與選舉的樞機人數變少，樞機們投的每一票均十分重要。加上各樞機的家族或政治立場不容易改變，選舉可以持續數月甚至數年。1274年發出的教宗詔書除了訂明樞機選舉人必須要在被隔離的地方進行選舉外，還規定每人可以有最多兩名僕人隨行。額我略十世亦在詔書裡同時指出他們的食物會在選舉的第4天和第9天開始被逐漸扣減。不過，樞機不喜歡這些規矩。教宗亞德四世1276年暫停執行這些規矩，並由教宗若望二十一世同年稍後時間頒布的《容許歡快緬懷》正式撤銷。两位教宗都希望推行新法來規範教宗選舉，但直到他们離世也未能完成該工作。及後，每次的教宗選舉都是一個漫長的過程。這個情況直到1294年才有轉變。教宗雷定五世於1294年恢復了1274年有關教宗選舉的嚴格規定。然而教會仍出現長時間的宗座出缺期。亞維農教廷時期期間舉行的1314年至1316年教宗選舉秘密會議的選舉舉行地因被僱傭兵圍攻而被迫於2年後才重新召開，而1417年教宗選舉秘密會議則結束天主教會大分裂。
鑒於梅瑟有70位長老協助其管理以色列人，教宗思道五世於1587年將樞機團的人數上限調整為70人。當中包括6名主教級樞機、50名司鐸級樞機和14位執事級樞機。教宗若望二十三世任內將樞機團內各國的代表人數增加，令樞機團总人数有所上升。教宗保祿六世於1970年發出自動手諭，規定選舉秘密會議舉行前已年滿80歲的樞機將不能在選舉秘密會議裡投票。他亦同時將樞機選舉人的人數上限定為120人。雖然這是手諭裡所規定的人數，但是教宗若望保祿二世2001年冊封新樞機後，樞機選舉人超過120人。若望保祿二世還表示宗座出缺期開始時（非選舉秘密會議開始之時）未屆80歲的樞機仍可投票。

### 選舉人的決定和候选人资格
最初，平信徒也有機會獲選為羅馬主教。部分教區主教獲選時仍為望教者，其中一例是374年擔任米蘭主教的聖盎博羅削。767年選出對立教宗君士坦丁二世期間發生猛烈爭執，教宗斯德望三世受覺醒而於769年召開宗教會議。會上決定只有司鐸級樞機或執事級樞機才可當選為教宗，而主教級樞機則不能獲選。不過天主教會已在817年違反該規則並在882年的教宗選舉裡完全忽視此例，882年當選成為教宗馬林一世的是克韋的主教。尼各老二世在1059年舉行的宗教會議裡正式發布教宗詔書並規定只有羅馬的神職人員可以擔任羅馬主教。然而，尼各老二世亦賦予主教級樞機在達成共識下選擇非羅馬神職人員出任羅馬主教的自由。1179年的第三次拉特朗大公會議撤銷了上述規定。
目前，1378年當選教宗的烏爾巴諾六世是最後一位非樞機的教宗；1513年當選為教宗良十世的若望·迪·洛倫佐·德·美第奇執事級樞機則是最後一位非司鐸和非執事的教宗。良十世的繼任人教宗亞德六世是截至現在最後一位沒有出席選舉而被選為教宗的人。有人認為當時並非樞機的米蘭總主教若翰·蒙蒂尼（後來的教宗保祿六世）在1958年教宗選舉秘密會議裡得到一些樞機投票支持。由於天主教會不允許女性晉鐸，女性並無資格出任教宗。雖然教宗是羅馬主教，但是教宗並不需要擁有意大利背景，樞機選舉人在1978年、2005年和2013年選舉秘密會議裡分別選出波蘭、德國和阿根廷人出任教宗。
1179年之前，當選教宗的門檻是簡單多數。同年舉行的第三次拉特朗大公會議決定將其提高至三分之二。1621年後樞機選舉人不可以給自己投票，選票的設計除了可以保持神秘之外亦可以禁止自我投票。庇護十二世1945年廢除了禁止自我投票的限制及提升在任何情況下的當選所需門檻至三分之二加一票的大多數。他同時取消在選票上簽名的規定。他的繼任人若望二十三世1962年重新引入三分之二的門檻。如果樞機選舉人的數目可以被3整除，門檻則為三分之二；如果未能被3整除，門檻則改成三分之二加一票。13年後，保祿六世恢復了庇護十二世任內制定的選舉規範，但若望保祿二世將其再度推翻。若望保祿二世1996年發表的宗座憲令裡指示樞機選舉人陷入僵局後的做法。假如他們在第33輪投票後仍未選出新教宗，只有在第33輪投票裡得票最多的兩個人才可進入下輪投票。如果其中一個人要成為教宗，他必須要得到樞機選舉人最少二分之一的支持票。然而本篤十六世2007年撤銷了若望保祿二世的上述規定並再次確認最少三分之二的門檻。
樞機選舉人以前會採用改變選票、「一致歡呼」、「拥戴」、「折衷」或「審查」來選擇心目中的人選。如果他們改變選票，他們會將自己的一票轉投另一名候選人。這會令該候選人的所得票數比例達到三分之二而結束選舉秘密會議。樞機團團長於1903年的選舉秘密會議裡首次禁止使用這種方法。「一致歡呼」的意思是各樞機選舉人以受到聖神的指引為由一致推舉一名候選人出任教宗。如果他們於正式投票前一致推舉一名候選人，這個方法會被稱為「拥戴」。不過額我略十五世於1621年排除了這種選舉辦法。樞機團會在選舉進入困局時才使用「折衷」。樞機選舉人會一致授權部分樞機選舉人來組成一個委員會，該委員會會選出一個全體選舉人均認可的新教宗。至於「審查」則指透過秘密投票來進行選舉。
最後一次採用「折衷」方法選出新教宗的選舉是1314年至1316年期間舉行的秘密會議，當時選出教宗若望二十二世。至於最後一次使用「一致歡呼」的選舉形式就是1676年選出教宗諾森十一世的選舉秘密會議。1996年發表的《主的普世羊群》正式廢除了久未使用的「折衷」和「一致歡呼」，「審查」現時已成為選出教宗的唯一認可方法。

### 世俗影響
擁有強大實力的君主和政府在天主教歷史裡佔有重要的組成部分，他們的行為會影響到新教宗的人選。例如，羅馬皇帝可以對教宗選舉有很大控制權。羅馬皇帝霍諾留418年贊成波尼法爵一世出任教宗和不支持挑戰波尼法爵一世地位的對立教宗余拉利斯。這個決定解決了這場有爭議的教宗選舉。霍諾留後來在波尼法爵一世的要求下命令未來任何出現爭議的選舉都必須透過重新選舉來解決。西羅馬帝國沒落後，該影響力傳給東哥德王國國王。若望二世533年左右正式承認東哥德王國國王擁有批准選舉結果的權力。東哥德王國君主政權537年被推翻，拜占庭皇帝轉而擁有這個權力。及後制定的常規列明一些官員需要在選舉舉行之前通知拉溫納督主教教宗離世的消息。當選舉人選出新教宗後，他們需要在新教宗上任前派出一個代表團到君士坦丁堡請求拜占庭皇帝允許新教宗就職。代表團需時來回君士坦丁堡。君士坦丁四世在本篤二世任內發表詔書，當中取消了皇帝需要核准選舉結果的規定。此後，皇帝只需要得知選舉結果。教宗匝加是最後一位在當選後需要通知拜占庭皇帝的教宗。
神聖羅馬帝國於9世紀開始行使對教宗選舉的控制權。查理曼和虔誠者路易出任神聖羅馬帝國皇帝期間均沒有干預教會運作，而洛泰爾一世聲稱選舉只可以在帝國派出的大使在場下舉行。教宗若望九世在898年的動亂期間承認神聖羅馬帝國皇帝對選舉的控制權。與此同時，意大利貴族同時繼續對教宗選舉發揮巨大的影響力。他們的影響力在10世紀的「黑暗時代」尤為明顯。
1059年的教宗詔書《以天主之名》指明樞機才可以擁有教宗選舉的選舉權，詔書亦同時承認神聖羅馬帝國皇帝的權力。然而，皇帝之所以得到這種權力是因為教宗作出了讓步。皇帝在教宗沒有同意的情況下並無權干預。教宗額我略七世是最後一位請求皇帝干預選舉的教宗。神聖羅馬帝國和他的談判破裂導致敘任權鬥爭，這場鬥爭最後令皇帝喪失神職人員任命之控制權。1122年，神聖羅馬帝國同意《沃尔姆斯宗教协定》的內容，認同教宗有權委任神職人員。
1600年起左右，某些信奉天主教的君主聲稱擁有排外權（即透過代皇樞機行使教宗選舉否決權）。按照傳統慣例，每個聲稱擁有否決權的國家可以在每次選舉秘密會議裡運用否決權一次。故此，代皇樞機可以在某位候選人即將當選教宗前最後一刻才宣布禁止該候選人出任教宗。選舉秘密會議完畢後任何人都不能動用否決權。神聖羅馬帝國1806年解散後，奧地利帝國轉而擁有否決權。最後一次使用否決權的選舉秘密會議是在1903年，當時若望·普西那·迪·科伊伊萊樞機向樞機團表示奧地利反對馬里亞諾·林波拉樞機當選教宗。因此，樞機團選出若瑟·薩托樞機為教宗庇護十世。庇護十世當選教宗後6個月發出宗座憲令《受眾託付》（Commissum nobis）。憲令除了宣布禁止任何世俗政體使用否決權之外，亦同時宣告將來任何協助世俗政體行使此權的樞機會被即時絕罰。

### 教宗選舉場地
為了解決長時間的選舉僵局，當局通常會將樞機選舉人強制隔離。史上首次強制隔離樞機選舉人的選舉是1241年於羅馬舉行的選舉，而1216年在佩魯賈召開的選舉也有可能曾隔離樞機選舉人。1269年，樞機選舉人被隔離后仍未選出新教宗。除了麵包和水之外，維泰博當局不會向他們提供任何補給。然而，他們还是沒有選出新教宗。為了迫使他们加快選舉進程，維泰博市民將維泰博教宗宮的屋顶移除了。
教宗額我略十世為免以后再出現漫長的選舉而於1274年颁布《危險之處》。樞機會被隔離在一個密閉空間，且不會獲分配單人房間。除生病者之外，每位樞機只可以攜帶一名侍從（部分樞機最多只可有兩名侍從）。為了防止樞機與外界接觸，他們的食物會經一個窗戶提供。如果樞機們未能在3天內選出新教宗，他們每天只會收到一碟食物。假如他們仍沒有在隨後的5天內選出新的羅馬主教，他們之後只會收到麪包、水和酒。樞機在選舉秘密會議舉行期間不會收到由教會發出的任何款項。
教宗亞德五世1276年廢除了額我略十世的嚴格規定。不過1294年當選教宗的雷定五世恢復執行這些規矩。庇護四世1562年發出教宗詔書，當中列明選舉秘密會議開始之時和其他程序的規範。額我略十五世的兩份教宗詔書詳細涵蓋了選舉秘密會議的細節。第一份詔書於1621年發表，當中談及選舉進程。至於1622年發布的第2份則確定了選舉秘密會議期間應進行的禮節。庇護十世1904年12月發出的宗座憲令《教座出缺》則幾乎鞏固了先前定下的全部規則，但是他亦將一些規矩改變。若望保祿二世1996年推行了一些改革。
選舉秘密會議的舉行地從15世紀開始變得固定。1417年的天主教會大分裂完結後，選舉秘密會議總是在羅馬舉行（1799年至1800年的那一次除外，法國軍隊當時因已佔領羅馬而令選舉秘密會議移師至威尼斯聖喬治修道院）。1929年簽訂《拉特朗條約》後，選舉秘密會議的舉行地轉為獨立的梵蒂岡。自1846年在奎里納萊宮進行的選舉後，梵蒂岡西斯汀小堂成為了選舉秘密會議的舉行地。各任教宗經常就繼任人的選舉規範作出微調。庇護十二世1945年的《宗座出缺》決定了1958年選舉秘密會議的進行模式，而若望二十三世1962年的《最高主教的選舉》限制了1963年舉行的選舉秘密會議。教宗保祿六世的《揀選羅馬主教》確定了1978年兩場選舉秘密會議的常規。若望保祿二世1996年的《主的普世羊群》影響了2005年的選舉，2013年的選舉就受到了本篤十六世於2007年和2013年作出的修正規範影響。

## 現代實踐
教宗若望保祿二世發表的宗座憲令《主的普世羊群》制訂了選舉安排，教宗本篤十六世後來亦修改了一些程序。2位教宗的規定指導着現今教宗選舉的常規。雖然這些規定廢除了以前各教宗訂下的部分選舉規程，但是卻保留了大部分早已設立的法則。
1996年，一個專供樞機和其他神職人員留宿的聖瑪爾大之家建成。同年發佈的《主的普世羊群》訂明所有樞機選舉人在選舉進行期間必須要逗留此地休息，但是投票地點仍在西斯汀小堂。
總是身為主教級樞機的樞機團團長需要履行若干職責。如果團長因年齡問題而無法參與選舉，他的工作就由副團長承接。假如副團長亦未能參加選舉，最年長的主教級樞機將履行這些職能。
由於樞機團是一個很小的個體，所以曾有聲音要求擴大選舉人團的人數。針對選舉人團的改革建議包括將大公會議取代樞機團成為選出新教宗的團體，這樣就有更多人參與。另有人建議舉行1個「特別主教會議」來選出新教宗。然而在現今規程下，只有教宗才可以批准舉行主教會議或大公會議。如果教宗在大公會議或主教會議舉行期間離世或辭職，《主的普世羊群》明確指出這兩個會議都不可以成為選出新教宗的個體。在這個情況下，這些會議只能在新教宗的命令下恢復舉行。
各媒體會在宗座出缺前後猜測哪些樞機選舉人會有較大機會被選為教宗。一名有較大可能成為教宗的樞機會被稱為「潛在教宗」。

### 教宗離世

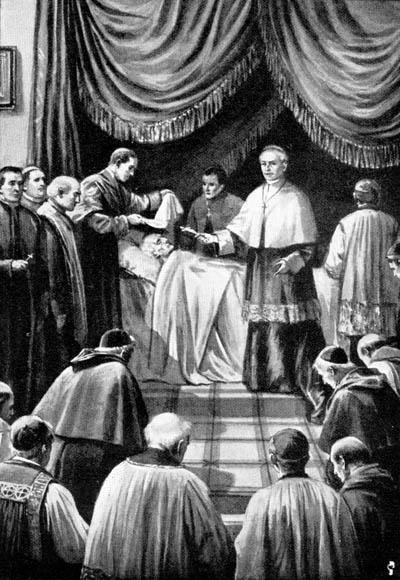
總務樞機宣布教宗已經去世的畫像。

根據《主的普世羊群》，總務樞機必須在教宗禮儀總禮節司、宗座財務院各神長、秘書長和秘書面前證實教宗離世。若望保祿二世2005年去世後，總務樞機傳統上會3次呼叫教宗的洗名（非教宗名號）確認教宗已經辭世。其後，他會將教宗生前所戴的漁人權戒和教宗印信拿走並稍後在樞機團面前銷毀。這個傳統是要防止任何人偽造宗座文件。

宗座出缺時聖座使用的紋章。

樞機團會得到原屬教宗的部分但有限的權力。宗座出缺期間樞機團會召開全體大會和特別大會。除了因健康因素未能與會或超過80歲（然而超過80歲的樞機仍可自由選擇是否參與）外，所有樞機皆有責任出席樞機團全體大會。處理天主教會日常事務的特別大會是由總務樞機和每隔3天由抽籤決定的一位主教級樞機、一位司鐸級樞機和一位執事級樞機組成。被抽出的3位樞機需要在特別大會舉行期間協助總務樞機。
自1996年起，樞機團全體大會需要在選舉舉行前就9項事務作出決定。各樞機原本必須要在宗座出缺後15天才可以舉行選舉秘密會議，但是《主的普世羊群》允許樞機團將這期限延至最長20天。本篤十六世2013年的自動手諭《一些規範》確認了選舉必須要宗座出缺後20天內舉行的規定，而手諭亦將《主的普世羊群》的規定作出了一些更改。如果所有樞機選舉人於宗座出缺後15天內已經到達梵蒂岡，選舉有可能會提前舉行。

### 教宗辭職
天主教會進入宗座出缺的其中一個原因是因為教宗辭職。最近1位辭職的教宗是本篤十六世，他也是1415年額我略十二世自行退位後近600年里第一位辞职的教宗。本篤十六世因健康問題而於2013年2月28日起不再出任教宗。若望保祿二世1996年發表的宗座憲令《主的普世羊群》預見了教宗辭職的可能性。憲令表示「即使教宗辭職而導致的宗座出缺也必須要遵守憲令內對教宗選舉舉行前和舉行期間的所有規定」。
本篤十六世在《世界之光：教宗、教會和時代標誌》一書裡指出教宗有權以健康為由辭去教宗一職。

### 選舉開始前
各樞機選舉人會參與兩場默想環節。其中一次冥想會在各樞機選舉人於選舉舉行當天到西斯汀小堂就坐及由教宗禮儀司禮長關上西斯汀小堂大門後開始。2005年選舉秘密會議第一次默想環節在選舉前4天進行。默想環節的主持人是身為宗座內務管理處宣講者及方濟嘉布遣會會士的拉涅羅·坎塔拉梅薩神父。在這次默想環節裡，他向樞機選舉人談及「天主教會的角色」。至於第2次默想環節則由已喪失教宗選舉投票權的樞機於選舉秘密會議開始前主持。
各樞機選舉人會在樞機團全體大會決定的某一天早上於聖伯多祿大殿集合及參加彌撒。同日下午，他們會到梵蒂岡宗座宮保祿小堂。樞機選舉人會一邊唱着《諸聖禱文》一邊遊行到西斯汀小堂，之後會詠唱《求造物主聖神降臨》以呼求聖神。然後樞機團團長或暫時取代團長職能的樞機會代表樞機團讀出誓詞。當他讀畢這段誓詞後，其他樞機選舉人會按照他們的等級和年齡大小走到小堂放有《福音》的地方並根據書上的文字宣誓：

中譯：我［名］樞機［姓］，承諾、自願並宣誓。願天主幫助我，以及我手所觸碰神聖天主的福音。

### 將非樞機選舉人趕出選舉場地
當所有在席的樞機選舉人均完成宣誓後，教宗禮儀總禮節司會說出「所有人離開！」來命令非樞機選舉人和其他不需要在此逗留的人士離開西斯汀小堂。2013年時任總禮節司奎多·馬里尼命令「所有人離開！」後，他關上小堂的門。
在選舉開始前，總禮節司和一位神職人員會留下。該神職人員會主持冥想環節並發表演講；當冥想環節完結，他和總禮節司會同時離開西斯汀小堂。兩人離開後，各樞機選舉人會祈禱。樞機團團長或暫時取代團長職能的樞機其後會詢問各人對選舉程序會否有疑問，而選舉會各人同意該程序後即時開始。如果1名有投票權的樞機沒有表明自己生病並想在選舉開始後參與選舉，他有機會可以參與選舉。相反一名樞機選舉人在選舉舉行期間患病而須離開梵蒂岡進行治療，他可以回來西斯汀小堂繼續參加選舉。假若一名樞機因迫切原因而需暫時離開梵蒂岡，他有可能不能繼續參加選舉。
樞機選舉人以前可由一名助手陪同照料。不過現在只有患病的樞機選舉人才可以在樞機團大會同意下安排一個人照顧他。樞機團秘書、教宗禮儀總禮節司、8名禮節司、兩名教宗祭衣室人員和一名協助樞機團團長或暫時取代團長職能的樞機的神職人員助手會在適當地方待命。若干神父會為樞機選舉人提供幾種語言的告解服務，而兩名醫生亦會待命。適當數量的人士亦會獲准為樞機選舉人清理房間和提供食物。
選舉秘密會議舉行期間所有人都必須嚴守秘密。樞機選舉人、助手和職員嚴禁將任何與選舉有關的資訊向外界透露。在未得到樞機團特別會議同意下，他們不可以接受紙本媒體、電台和電話訪問。如果他們透露相關資訊，他們有可能會被絕罰。樞機團特別大會在緊急和必要的情況下可允許宗座聖赦院院長、羅馬教區代理主教和聖伯多祿大殿總鐸3人向外界溝通。
樞機團於2013年選出教宗方濟各的選舉秘密會議舉行前，有工程人員使用電子器材檢查西斯汀小堂是否存有竊聽器和監視裝置。該次選舉裡有人假扮成主教並在舉行樞機團全體大會的保祿六世大廳附近出現，但是他非主教的身分後來被宗座瑞士近衛隊識穿。梵蒂岡的Wi-Fi會被全部封鎖。為了防止選舉人向外界傳達和接收資訊，梵蒂岡保安人員會於西斯汀小堂安裝無線電干擾器材。

### 投票

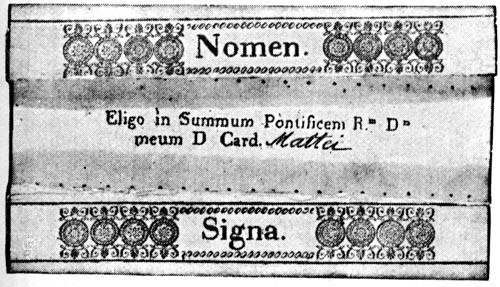
樞機選舉人以前會使用這種選票投票。圖中相信是1878年教宗選舉秘密會議摺成3節的1張選票。選票現在可以對摺為兩節，而上方則印有意思為「我選為最高主教」的拉丁文短句。 (Note: 原句為「Eligo in Summum Pontificem」。)

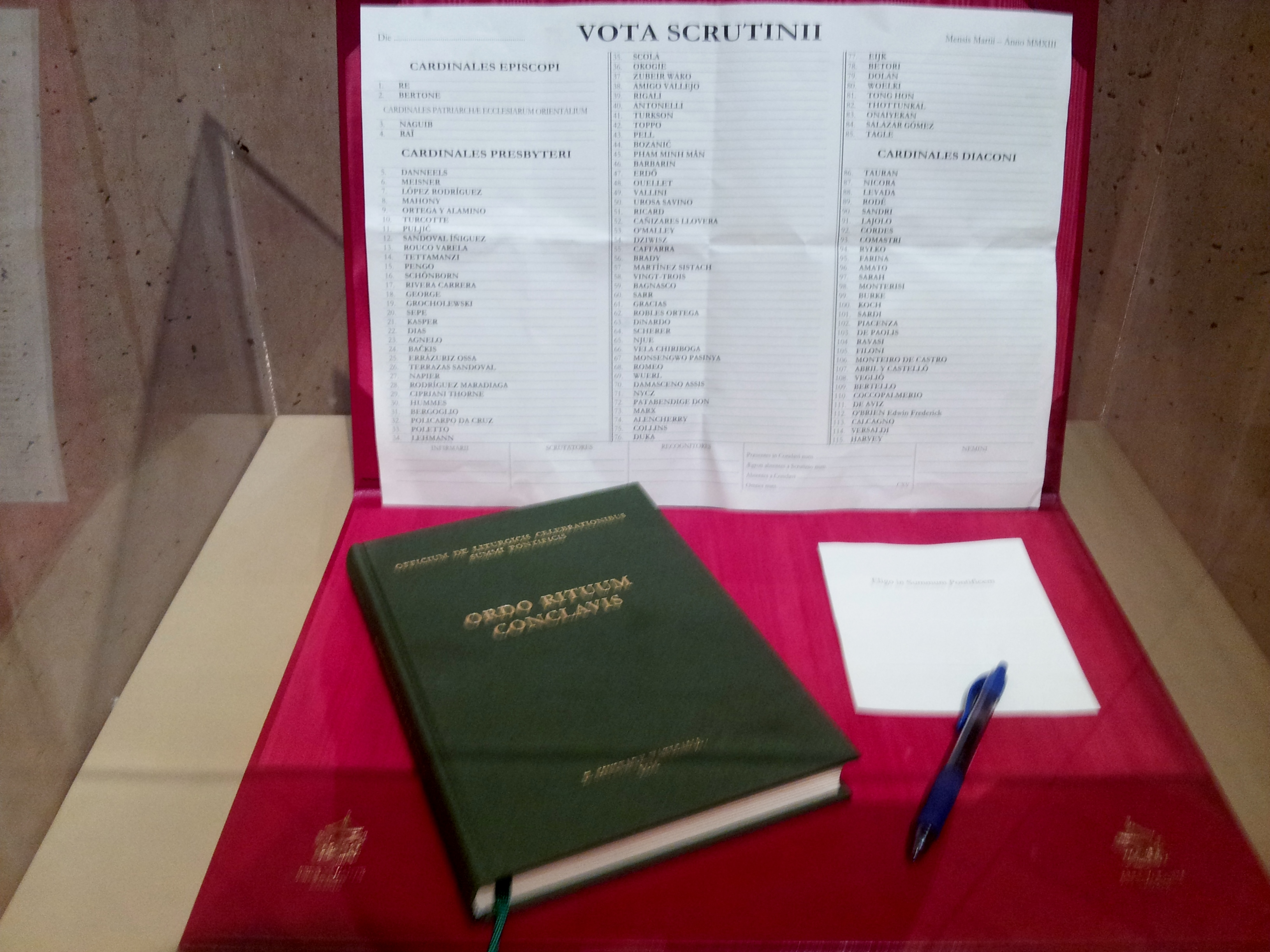
圖片所示是2013年選舉秘密會議後的剩餘選票、一本《教宗選舉秘密會議的禮儀規範》和一張列有全部樞機樞機選舉人名字的紙。

選舉的首天下午，樞機選舉人需要進行一次投票（稱為「審查」）。如果該次投票裡並沒有人獲選，樞機選舉人會在第2天開始每天舉行4次投票。4次投票裡當中兩次於早上舉行，而其餘兩次則於下午舉行。樞機選舉人需要在早上和下午的第1輪投票（即每天的第1輪和第3輪投票）裡於投票前宣誓。如樞機選舉人經過3天的投票後仍未能選出新教宗，選舉會暫停最長一天作祈禱、討論選舉事務和供首席助祭講道。7輪投票後如果仍未選出新教宗，選舉會像先前一樣會暫停一天作祈禱和商討選舉事宜。講道部分則由首席司鐸主持。在此之後的7輪投票後如樞機選舉人仍未能達成絕對大多數，選舉會再次暫停一天。其他程序跟先前2次幾乎一樣，不同的地方在於講道會由樞機團團長或暫時取代團長職能的主教級樞機帶領。如果再經過7輪投票後仍未選出繼承人的話，樞機選舉人會再休息一天。其後在最近一次投票裡獲得最高票數的兩個人會自動進入下輪投票。兩人從這輪投票開始無法投票，而他們必須得到其他樞機選舉人三分之二的支持票後才能成為新教宗。
投票過程分為「審前」、「審中」和「審後」三個階段。

#### 審前
若干位禮節司會準備印有意思為「我選為最高主教」拉丁文短句的選票並將最少兩張選票發給樞機選舉人。當樞機選舉人開始填寫選票，樞機團秘書、教宗禮儀總禮節司和所有禮節司會離開西斯汀小堂；首席助祭就會關上小堂的門。首席助祭其後會進行九次抽籤，每一次會抽出1位樞機選舉人的名字。被抽中的首3人會成為審查員、之後的3人會擔任病護員；而最後3人則出任校票員。第1輪投票完成後至第2輪投票完結為止不會抽出新審查員、病護員或校票員。第1和第2輪投票完結後，選舉人會在同日下午到小堂進行第3輪投票。9名樞機選舉人會被抽中而成為新的審查員、病護員或校票員。如果沒有人在第3輪投票裡當選教宗，第4輪投票會隨即進行。本篤十六世2007年和2013年有關教宗選舉的兩份自動手諭亦沒有修改早上或下午各兩輪投票要相連進行的程序。

#### 審中
3位審查員會站在祭台，而樞機選舉人會根據他們的樞機等級高低將他們已填寫的選票帶到祭台。他們會在投票前說出以下誓詞：「我召喚基督作為我的見證人和審判者，祂會確保我在天主面前將我的票投給我認為應被選為教宗的人」。如果任何樞機選舉人身處西斯汀小堂但因病弱而無法走到祭台前投票，第3位審查員會走到他身邊並於該樞機選舉人讀畢誓詞後拿走他的選票。如果有樞機選舉人生病並於房間休息，3位病護員會帶同選票和一個已上鎖的箱子進入他的房間。他會在房間裡即場填寫選票及讀出誓言，然後他會將選票放進箱子裡。3位病護員將箱子帶回小堂後，審查員會點算裡面的選票數目是否與生病的樞機選舉人數目相同。確認無誤後，這些選票會被掉到甕裡。如果沒有人在第1輪投票當選，下輪投票會即時開始。除了首天只有1輪投票外，其餘每天會舉行4輪投票。早上會進行兩輪，而其餘兩輪則在下午開始。
樞機選舉人以前需要於選票上寫出自己的名字外，還需要寫上自己專屬的格言和一個數字。選票為避免其他人從選票的背後看出正面的文字而在背面會有一些圖案。他們填畢選票後需要將選票摺成3節。第1節包含一名樞機選舉人的名字，第2節會寫有被提名出任教宗之人的名字。第3節則有一個數字和樞機的牧徽格言。然後他們會將選票的首尾兩節摺向第2節並用蠟封上。這個做法沿用至1945年。1621年之前的樞機選舉人不需要在投票時讀出誓詞。另外，有樞機曾於1621年之前的部分選舉秘密會議裡以口頭形式更改他們的投票意向。他們亦試過以站立的方式表明支持某人出任教宗的意願。英格蘭的雷吉納爾德·博勒樞機在1549年至1550年的選舉秘密會議裡拒絕給自己投票而落選，但是羅德里哥·迪·波吉亞樞機1492年則有投票支持自己而被選為教宗亞歷山大六世。教宗額我略十五世1621年訂明樞機選舉人只可以在每1輪投票裡支持一個人出任教宗。翌年，額我略十五世引入在選票上列明自己身分的規定。額我略十五世當時正面對新教對其教宗地位的嚴峻挑戰，他亦害怕天主教會會因為16世紀末至17世紀初數場有可能引致激烈爭議的選舉秘密會議而分裂。為了防止上述情況發生，他禁止樞機選舉人給自己投票。1945年發表的宗座憲令《宗座出缺》裡允許樞機選舉人自我投票，而憲令亦繼續確認在得到三分之二樞機選舉人支持後才可成為教宗的規定。由於樞機選舉人現時無需在寫有名字的選票上簽名，故此誓詞並沒有要求樞機選舉人提及在選票裡寫下的名字。若望保祿二世1996年規定樞機團可以從第34輪投票開始自行決定當選教宗的最少過半數門檻。2007年，本篤十六世將樞機團自行決定門檻之權收回並將當選門檻還原為必須得到最少三分之二的樞機選舉人票。
1274年的第二次里昂大公會議訂明樞機選舉人需要發誓遵守與教宗選舉有關的規定。為免樞機選舉人胡亂投票，額我略十五世其後於1621年新增樞機選舉人必須在投票時宣誓的規定。他翌年發表的教宗詔書裡列出教宗選舉程序的每一步驟。1945年，庇護十二世廢除了樞機選舉人在選票上簽名的安排並由誓言取代。
第1位審查員會在所有樞機人完成投票後將投票甕搖動，然後第3位審查員將甕打開並點算選票。如果第3位審查員經點算後發現選票數目跟樞機選舉人數目不符，該輪投票無效。樞機選舉人會即時重新投票。如果數目相符，審查員會開始記錄投票結果。第1位審查員和第2位審查員記下選票上的名字後，第3位審查員會向樞機選舉人大聲讀出選票上的名字。當審查員打開所有選票和讀畢所有名字後，他們會將投票結果寫出來。審後會在開票完畢後開始。

#### 審後
審查員會將所有得票加起來。為了確保投票結果並無出錯，驗票員會點算在各選票裡各人得到的票數。然後他們會將其與審查員紀錄的票數進行對比，確定無誤後，審查員會在樞機團秘書和禮節司的協助下燒燬選票。如果樞機選舉人在早上或下午的第1輪投票都未能選出新教宗，他們會隨即進入下輪投票。如果他們需要進行早上或下午的第2輪投票，審查員會在該兩輪投票完成後才燒燬所有選票。

##### 煙的顏色

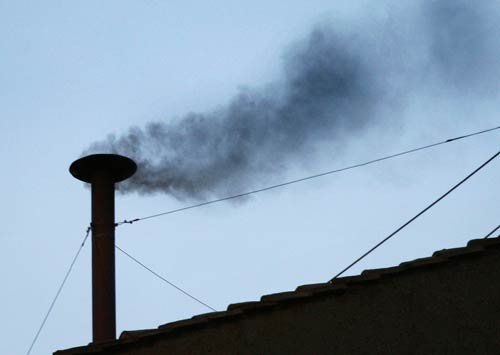
2005年教宗選舉秘密會議期間西斯汀小堂煙囪冒出的黑煙，代表沒有人得到樞機選舉人最少三分之二的支持票而當選教宗。

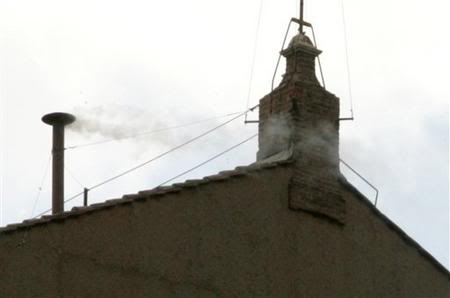
2005年選舉教宗期間西斯汀小堂煙囪冒出的白煙，代表樞機團已經選出新教宗。

樞機選舉人製造有色煙的作用是向聚集在聖伯多祿廣場的人公布選舉結果。熏黑色的煙表示樞機團仍未選出新教宗，而白色的煙則代表已選出。起初，他們會點燃濕稻草製造黑煙。當選出新教宗時他們只會燃燒選票而出現白煙。西斯汀小堂1958年後進行選舉秘密會議期間放出顏色不清晰的煙，令人懷疑若瑟·西里樞機當時的確被選為教宗但不願出任。
為了讓白煙更明顯，1963年起的燃燒選票過程裡會加入化學物質。自2005年，聖伯多祿大殿在樞機團選出新教宗後響鐘以壯白煙。梵蒂岡於2013年選舉秘密會議舉行期間透露製造黑煙時會使用高氯酸鉀、蒽和硫，而製造白煙的物質則有氯酸鉀、乳糖和松香。

### 承認及公布選舉結果
根據《主的普世羊群》，樞機團團長會在選舉即將結束之時召集樞機團秘書和宗座禮節慶典總禮節司進入選舉地。其後樞機團團長會詢問被選為教宗的人是否接受選舉結果，而該人可以自由表達其是否出任教宗的意願。如果樞機團團長因超過80歲或其他原因而無法執行前項詢問，該工作將由副團長負責；如副團長亦無法執行，則須由最年長的主教級樞機選舉人完成上述工作。例如於2005年教宗選舉時，恰好是樞機團團長本人－若瑟·拉青格樞機當選為教宗， 因此他無法執行詢問工作。
實際上，不想成為教宗的樞機會在得到足夠票數成為教宗前明確公布這個決定。其中一個例子就是1978年10月選舉秘密會議的選舉人若望·科倫坡樞機。
如果他接受選舉結果並已經身為主教，他會即時成為教宗。假如他不是主教，他必須要在出任教宗前被樞機團團長祝聖為主教。若然當選者是一名司鐸，團長會將他祝聖為主教。候任教宗只可在成為主教後才能正式就任。與詢問是否接受選舉結果的程序一樣，最年長的主教級樞機選舉人會在樞機團團長和副團長同時缺席下為新教宗晉鐸和晉牧。2013年選舉教宗時樞機團團長和副團長均已經超過80歲而沒有投票權，最年長的主教級樞機選舉人若翰·雷按照《主的普世羊群》的規定是有可能要負責新教宗晉鐸和晉牧的工作。不過喬治·瑪略·伯格里奧樞機當選教宗時已經是司鐸和主教，故此雷樞機並不需為他晉鐸和晉牧。
自533年開始，每任教宗都需要為自己定下名號。若望二世是首位採用教宗名號的教宗，他的原名跟羅馬神祇墨丘利的名字相同而不適合以此成為他出任教宗後的稱呼。即使他們的原名並沒有跟羅馬神祇同名，大部分教宗都不以自己的洗名作為教宗名號。目前為止最後1位將自己的洗名當作教宗名號是1555年出任教宗的才祿二世。當被選為教宗的人接受選舉結果，樞機團團長或副團長或最年長的主教級樞機會問他想取甚麼名號。當新教宗選擇名號後，非樞機選舉人會獲准進入選舉場地。教宗禮儀總禮節司其後會草擬一份寫有選舉結果和教宗名號的文件。
樞機選舉人過去進行投票期間會坐在有頂罩的寶座，這代表各樞機在宗座出缺時會共同管理天主教會。參與選舉的各樞機會選出新教宗後拉下寶座上的一條繩令頂罩降下，而新教宗寶座的頂罩仍維持原狀。宗座出缺期因而完結。1963年教宗選舉秘密會議是目前為止最後一次使用這些寶座的選舉。自1978年8月開始，選舉舉行地因為樞機選舉人的人數上升而變得擠逼。這些寶座亦因如此而沒有再被使用。
選舉秘密會議結束之時，新教宗可以選擇將自己的樞機小瓜帽給予樞機團秘書。這說明該秘書會在新教宗的第一次樞密會議裡獲擢升為樞機。2013年之前最後一次保留這個傳統的選舉是在1958年，教宗若望二十三世當選後將自己的紅色小瓜帽贈予亞爾伯·迪·佐利奧。同年12月15日，佐利奧獲教宗若望二十三世冊封為樞機。2013年，梵蒂岡廣播電台葡萄牙語部報導教宗方濟各在選舉完結時將自己的紅色小瓜帽給予選舉秘書老楞佐·巴爾迪塞利總主教。翌年2月22日，教宗方濟各於首次冊封樞機典禮裡將巴爾迪塞利總主教冊封為執事級樞機。他同時領阿文提諾山上的聖安色莫堂區執事銜。
新教宗其後會到達西斯汀小堂旁邊的「淚之間」，房間有此外號是因為當選為教宗的人在這裡會有苦樂交加的感受。「淚之間」裡放有三個尺寸的教宗聖詠禮服，這包括白色的長袍、小白衣和紅色的肩衣。新教宗會在這裡更衣並戴上白色小瓜帽和1條附有金色刺繡的紅色聖帶。2013年教宗方濟各當選後於聖伯多祿大殿中央陽台首次跟信眾會面的一刻，他並沒有穿上紅色肩衣和聖帶。反而，他只穿戴白色的長袍、小白衣和自己的銀色胸前十字架。在進行《致全城與全球》祝福時，方濟各則戴上聖帶但祝福完畢後脫下。
執事級首席樞機然後登上聖伯多祿大殿中央陽台公布新教宗的名字。如果新教宗當選前是一名樞機，他會以拉丁語宣讀下方左邊的內容（右為中文翻譯）：

|  | （我十分高興向你們宣布， 我們有了教宗： 他是最傑出和最可敬的 神聖羅馬教會樞機 （姓名）閣下， 並以「（教宗名號）」作為他的名號。） |

時任執事級首席樞機喬治·梅迪納樞機2005年宣讀若瑟·拉辛格樞機成為本篤十六世的選舉結果之前，他以數種語言說出「各位弟兄姊妹」來問候信眾。然而約8年後若望-路易·托朗樞機宣布教宗方濟各獲選的結果時就沒有再問候信眾。
過去曾經有執事級首席樞機被選為教宗。假若如此，自動繼任為執事級首席樞機的一位會宣讀新教宗的身份。1513年成為良十世的若望·迪·麥地奇樞機為目前為止最後1位當選教宗的執事級首席樞機。亞歷山大·法爾內塞（後來的保祿三世）自動成為執事級首席樞機並作出宣讀。樞機團1878年選出良十三世後，執事級首席樞機波羅斯貝·卡泰里尼樞機在聖伯多祿大殿的中央陽台公布教宗選舉結果但因其身體狀況而未能完成宣讀。最後由其他人代替卡泰里尼樞機完成該工作。

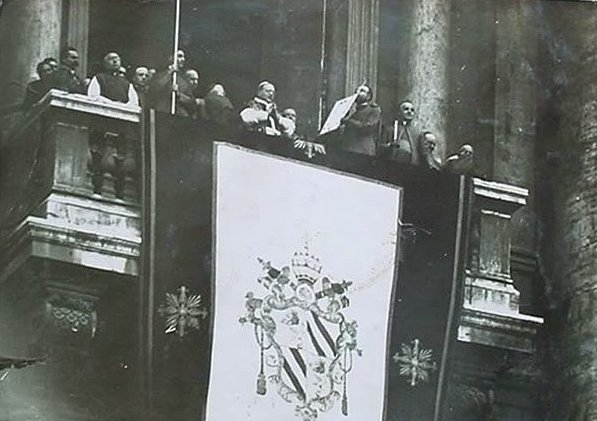
庇護十一世當選教宗後首次降福的情況，下方橫額上的教宗牧徽是庇護九世的。

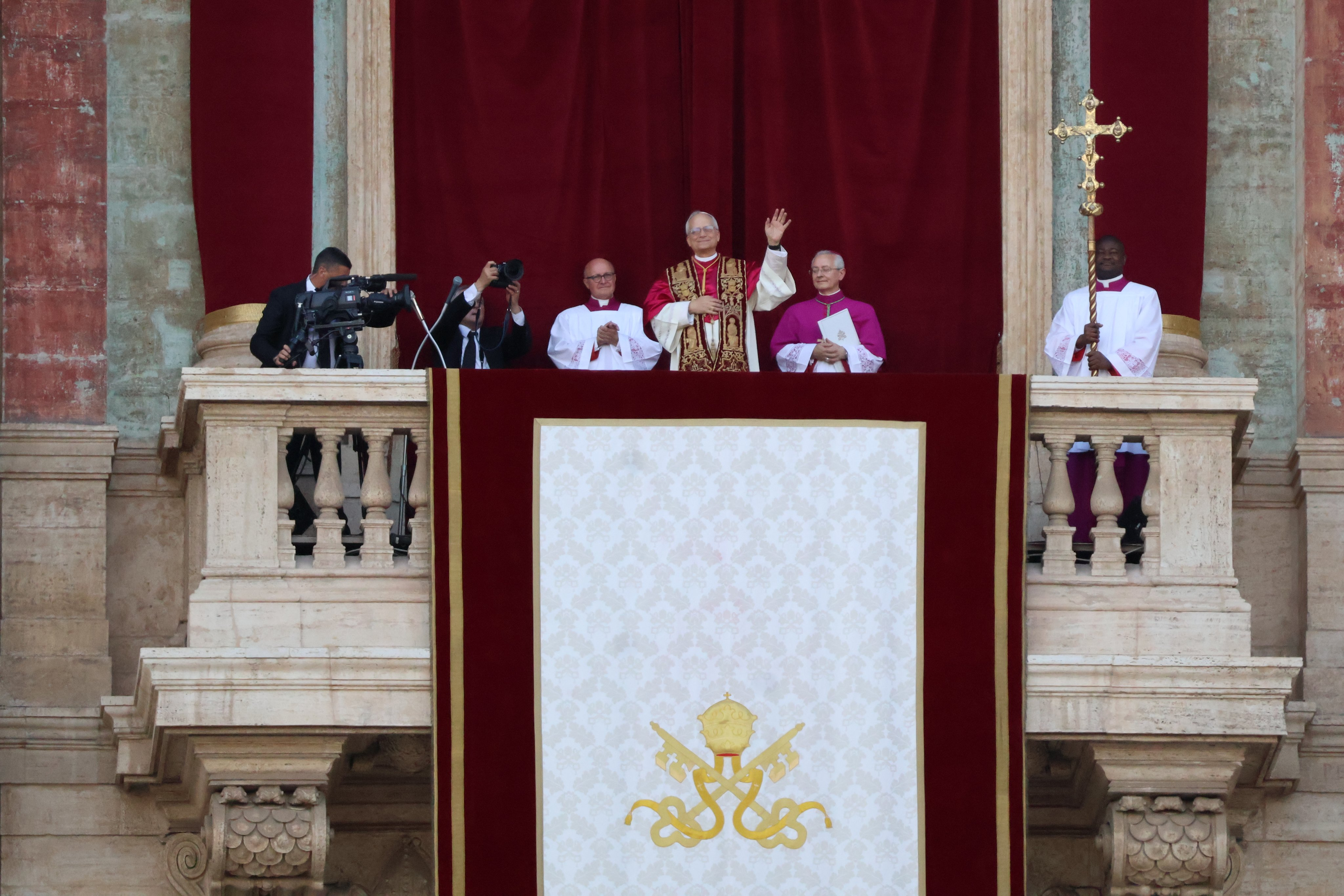
良十四世當選教宗後首次與信眾會面的情況。

完成宣讀後，執事級首席樞機會離開中央陽台。教宗的助手會展開一塊巨大、褐紅色和刻有前任兼已離世教宗牧徽的橫額並將其蓋在中央陽台的欄杆上。然而並非所有橫額上都會刻有前任教宗的牧徽。庇護十一世1922年當選後首次跟信眾見面期間，橫額上的教宗牧徽並非他的前任本篤十五世的牧徽，而是庇護九世的牧徽。若望保祿二世1978年當選後首次跟信眾見面期間，橫額上的教宗牧徽也並非他的前任若望保祿一世的牧徽，而是保祿六世的牧徽。方濟各當選教宗後，橫額上則沒有前任本篤十六世的教宗牧徽。良十四世當選教宗後，橫額上使用的並非是前任教宗的牧徽，而是聖座徽章。在信眾的歡呼下，新教宗登上中央陽台與他們會面。銅管樂團然後會演奏《教宗進行曲》，而新教宗會在此之後發表《致全城與全球》的祝福。若望保祿二世、本篤十六世和方濟各均在給予這個祝福前向信眾說一些話。方濟各祝福信眾前，他首先帶領眾人為本篤十六世祈禱。及後方濟各要求他們為他祈禱。
8世紀至20世紀中葉期間在位的教宗會在加冕禮裡以三重冕加冕。自1963年起，所有教宗均未曾戴過三重冕。從1978年若望保祿二世之後的教宗皆以就職禮取代加冕禮。

## 有關教宗選舉的宗座文件
- 《以天主之名》（尼各老二世1059年發出的教宗詔書）[229]
- 《為了這個緣故（英语：Quia propter）》（1215年第四次拉特朗大公會議舉行期間發出）[230]
- 《危險之處（英语：Ubi periculum）》（額我略十世1274年發出的教宗詔書）[231]
- 《容許歡快緬懷》（Licet felicis recordationis，若望二十一世1276年發出的教宗詔書）[231]
- 《非羅馬人》（Ne romani，克勉五世於1311年至1312年維埃納大公會議舉行期間發表的宗座憲令）[232][233]
- 《揀選之中》（In eligendis，庇護四世1562年發出的宗座憲令）[234]
- 《永恒天父之子》（額我略十五世1621年發出的教宗詔書）[235]
- 《適合的羅馬主教》（Decet romanum pontificem，額我略十五世1622年發出的教宗詔書）[68]
- 《受眾託付》（Commissum nobis，庇護十世1904年發出的宗座憲令）[94]
- 《教座出缺》（Vacante sede apostolica，庇護十世1904年發出的宗座憲令）[236]
- 《自從最近》（庇護十一世1922年發出的自動手諭）[237]
- 《宗座出缺》（Vacantis apostolicae sedis，庇護十二世1945年發出的宗座憲令）[238]
- 《最高主教的選舉》（Summi pontificis electio，若望二十三世1962年發出的自動手諭）[239]
- 《年齡之增》（保祿六世1970年發出的自動手諭）[240]
- 《揀選羅馬主教（英语：Romano Pontifici eligendo）》（保祿六世1975年發出的宗座憲令）[42]
- 《主的普世羊群》（若望保祿二世1996年發出的宗座憲令）[9]
- 《教宗選舉秘密會議的禮儀規範》（Ordo rituum conclavis，2000年出版）[241]
- 《羅馬教宗的選舉》（本篤十六世2007年發出的自動手諭）[17]
- 《若干規定》（本篤十六世2013年發出的自動手諭）[114]

### 引用
1. ↑  Miranda, Salvador. . Florida International University.   [2017-12-24]. （原始内容存档于2017-12-24） （英语）.
2. ↑  Miranda, Salvador. . Florida International University.   [2017-12-24]. （原始内容存档于2017-12-24） （英语）.
3. 1 2 3  Guruge, 2010, p. 169.
4. 1 2  Miranda, Salvador. . Florida International University.   [2017-12-24]. （原始内容存档于2017-12-24） （英语）.
5. 1 2 3 4 5  Dowling, Austin. . The Catholic Encyclopedia. New York: Robert Appleton Company. 1910  [2025-05-10]. （原始内容存档于2024-12-19） –New Advent （英语）.
6. ↑  . 梵蒂岡新聞網 (梵蒂岡城: 梵蒂岡媒體). 2025-05-01  [2025-05-04]. （原始内容存档于2025-05-15） （中文（繁體））.
7. ↑  Fanning, W. . The Catholic Encyclopedia. New York: Robert Appleton Company. 1912  [2017-12-25]. （原始内容存档于2017-12-25） –New Advent （英语）.
8. ↑  Goyau, G. . The Catholic Encyclopedia. New York: Robert Appleton Company. 1910  [2017-12-25]. （原始内容存档于2017-12-25） –New Advent （英语）.
9. 1 2 3 4 5 6 7  John Paul II, 1996.
10. ↑  Collins, 2011, p. 60.
11. ↑  . CNN. 2013-03-13  [2018-09-26]. （原始内容存档于2018-09-26） （英语）.
12. 1 2  Baumgartner, 2003, p. 4.
13. ↑  Weber, N. . The Catholic Encyclopedia. New York: Robert Appleton Company. 1911  [2017-12-25]. （原始内容存档于2017-12-25） –New Advent （英语）.
14. ↑  . National Catholic Register. 2013-02-25  [2017-10-28]. （原始内容存档于2017-12-14） （英语）.
15. ↑  . 梵蒂岡新聞網 (梵蒂岡城: 梵蒂岡媒體). 2025-04-29  [2025-05-10]. （原始内容存档于2025-05-15） （中文（繁體））.
16. 1 2  John Paul II, 1996, para. 62.
17. 1 2 3 4  Benedictus PP. XVI, 2007.
18. 1 2  . BBC News. 2007-06-26  [2017-10-28]. （原始内容存档于2017-12-14） （英语）.
19. ↑  Adams, John Paul. . California State Univerisity, Northridge. 2016-08-29  [2017-12-23]. （原始内容存档于2017-12-23） （英语）.
20. ↑  . Eternal Word Television Network.   [2017-11-25]. （原始内容存档于2017-12-14） （英语）.
21. 1 2  Baumgartner, 2003, pp. 32-33.
22. ↑  Signorotto & Visceglia, 2002, p. 106.
23. ↑  Baumgartner, 2003, p. 146.
24. 1 2  Baumgartner, 2003, p. 145.
25. ↑  Chapman, J. . The Catholic Encyclopedia. New York: Robert Appleton Company. 1908  [2017-12-28]. （原始内容存档于2017-12-28） –New Advent （英语）.
26. ↑  . The Holy See.   [2017-12-28]. （原始内容存档于2017-12-28） （英语）.
27. 1 2 3  Joyce, G. . The Catholic Encyclopedia. New York: Robert Appleton Company. 1911  [2017-12-25]. （原始内容存档于2017-12-25） –New Advent （英语）.
28. 1 2 3 4 5  Fanning, W. . The Catholic Encyclopedia. New York: Robert Appleton Company. 1911  [2017-12-25]. （原始内容存档于2017-12-25） –New Advent （英语）.
29. ↑  Baumgartner, 2003, pp. 14-19.
30. ↑  . The Holy See.   [2017-12-03]. （原始内容存档于2017-12-14） （英语）.
31. 1 2  Guruge, 2010, p. 49.
32. ↑  . The Holy See.   [2017-11-06]. （原始内容存档于2017-12-14） （英语）.
33. 1 2  Sägmüller, J.B. . The Catholic Encyclopedia. New York: Robert Appleton Company. 1908  [2017-12-25]. （原始内容存档于2017-12-25） –New Advent （英语）.
34. ↑  . The Holy See.   [2017-11-06]. （原始内容存档于2017-12-14） （英语）.
35. 1 2  Miranda, Salvador. . Florida International University.   [2017-10-29]. （原始内容存档于2017-12-14） （英语）.
36. ↑  Adams, John Paul. . California State University, Northridge. 2016-02-11  [2017-11-12]. （原始内容存档于2017-12-14） （英语）.
37. ↑  Kirsch, J.P. . The Catholic Encyclopedia. New York: Robert Appleton Company. 1910  [2017-12-25]. （原始内容存档于2017-12-25） –New Advent （英语）.
38. ↑  Baumgartner, 2003, pp. 44-46.
39. ↑  Levillain, 2002, p. 848.
40. ↑  Salembier, L. . The Catholic Encyclopedia. Robert Appleton Company. 1912  [2017-10-30]. （原始内容存档于2017-12-14） –New Advent （英语）.
41. ↑  . The Holy See.   [2017-11-06]. （原始内容存档于2017-12-14） （英语）.
42. 1 2 3  Paulus PP. VI, 1975.
43. ↑  . The Holy See.   [2017-11-06]. （原始内容存档于2017-12-14） （英语）.
44. 1 2  Stanley, Alessandra. . New York Times. 2001-02-22  [2017-10-30]. （原始内容存档于2017-12-14） （英语）.
45. ↑  Loughlin, James. . The Catholic Encyclopedia. New York: Robert Appleton Company. 1907. （原始内容存档于2017-12-25） –New Advent （英语）.
46. ↑  Baumgartner, 2003, p. 13.
47. ↑  Guruge, 2010, pp. 46-47.
48. ↑  Baumgartner, 2003, pp. 21-23.
49. ↑  Hay, Denys. . Routledge. 2016-04-15. （原始内容存档于2017-12-14） （英语）.
50. ↑  Löffler, K. . The Catholic Encyclopedia. New York: Robert Appleton Company. 1910  [2017-10-30]. （原始内容存档于2017-12-14） –New Advent （英语）. |volume=被忽略 (帮助)
51. ↑  Guruge, 2010, pp. 36-37.
52. ↑  Baumgartner, 2003, pp. 215 & 217.
53. ↑  Kirsch, J.P. . The Catholic Encyclopedia. New York: Robert Appleton Company. 1910  [2017-12-23]. （原始内容存档于2017-12-23） –New Advent （英语）.
54. ↑  Lord, Lewis. . U.S. News Online (U.S. News & World Report). 2000-07-24  [2017-12-23]. （原始内容存档于2013-10-17） （英语）.
55. ↑  . The Holy See.   [2017-12-23]. （原始内容存档于2017-12-23） （英语）.
56. 1 2  Squires, Nick. . The Telegraph. 2014-04-26  [2017-12-23]. （原始内容存档于2017-12-23） （英语）.
57. 1 2  . BBC.   [2017-12-23]. （原始内容存档于2017-12-23） （英语）.
58. 1 2 3  Henderson, Barney. . The Telegraph. 2013-03-13  [2017-11-28]. （原始内容存档于2017-12-14） （英语）.
59. 1 2 3  Pastor, Ludwig von. . 1953 （英语）.
60. 1 2  Wintle, 1903, p. 569.
61. 1 2  Pius PP. XII, 1945, para. 68.
62. 1 2 3  Pius PP. XII, 1945, para. 72.
63. ↑  Ioannes PP. XXIII, 1962, para. XV.
64. ↑  John Paul II, 1996, para. 74 & 75.
65. 1 2 3  Benedictus PP. XVI, 2013, para. 18.
66. ↑  Pius PP. XII, 1945, para. 66.
67. ↑  Baumgartner, 2003, Glossary.
68. 1 2  Ott, M. . The Catholic Encyclopedia. New York: Robert Appleton Company. 1910  [2017-12-25]. （原始内容存档于2017-12-25） –New Advent （英语）.
69. ↑  Gregory XV. . Rome. 1621-11-15.
70. ↑  Pius PP. XII, 1945, para. 67.
71. ↑  John Paul II, 1996, para. 64-70.
72. ↑  Toman, J. T.  (PDF). University of California, Los Angeles. 2004-01-05  [2017-12-24]. （原始内容 (PDF)存档于2013-11-01） （英语）.
73. ↑  Peterson, John B. . The Catholic Encyclopedia. New York: Robert Appleton Company. 1907  [2017-12-25]. （原始内容存档于2017-12-25） –New Advent （英语）.
74. ↑  Heather, Peter. . BBC. 2011-02-17  [2017-12-24]. （原始内容存档于2017-12-24） （英语）.
75. ↑  Mann, H. . The Catholic Encyclopedia. New York: Robert Appleton Company. 1910  [2017-12-24]. （原始内容存档于2017-12-24） –New Advent （英语）.
76. ↑  Spielvogel, Jackson J. . Cengage Learning. 2013-01-01: 143  [2017-12-25]. （原始内容存档于2017-12-25） （英语）.
77. ↑  Baumgartner, 2003, p. 10.
78. ↑  Duffy, 2006, p. 73
79. ↑  Butcher, Kevin. . Getty Publications. 2003: 18  [2017-12-25]. （原始内容存档于2017-12-25） （英语）.
80. 1 2  Mann, H. . The Catholic Encyclopedia. New York: Robert Appleton Company. 1907  [2017-12-25]. （原始内容存档于2017-12-25） –New Advent （英语）.
81. ↑  Baumgartner, 2003, p. 12
82. 1 2  Shahan, T.; Macpherson, E. . The Catholic Encyclopedia. New York: Robert Appleton Company. 1908  [2017-12-25]. （原始内容存档于2017-12-25） –New Advent （英语）.
83. ↑  Barbero, Alessandro. . University of California Press. 2004-09-10: 343  [2017-12-25]. （原始内容存档于2017-12-25） （英语）.
84. ↑  Noble, Thomas F. X. . Penn State Press. 2009-01-01: 220  [2017-12-25]. （原始内容存档于2017-12-25） （英语）.
85. ↑  Kleinhenz, Christopher; Barker, John W.; Geiger, Gail; Lansing, Richard (编). . Routledge. 2004-08-02: 377  [2017-12-26]. （原始内容存档于2017-12-26） （英语）.
86. ↑  Kurtz, 1889, p. 489.
87. ↑  Mann, H. . The Catholic Encyclopedia. New York: Robert Appleton Company. 1910  [2017-12-26]. （原始内容存档于2017-12-26） –New Advent （英语）.
88. ↑  Dwyer, John C. . Paulist Press. 1998: 155–156  [2017-12-29]. （原始内容存档于2017-12-29） （英语）.
89. ↑  Robinson, I. S. . Cambridge University Press. 2003-12-04: 39  [2017-12-27]. （原始内容存档于2017-12-27） （英语）.
90. ↑  Baumgartner, 2003, p. 21-23.
91. ↑  . The Holy See.   [2017-12-26]. （原始内容存档于2017-12-26） （英语）.
92. ↑  Löffler, K. . The Catholic Encyclopedia. New York: Robert Appleton Company. 1910  [2017-12-26]. （原始内容存档于2017-12-26） –New Advent （英语）.
93. ↑  Halsall, Paul (编). . Internet Medieval Source Book. Fordham University. 1996  [2017-12-26]. （原始内容存档于2017-12-26） （英语）.
94. 1 2  Sägmüller, J.B. . The Catholic Encyclopedia. New York: Robert Appleton Company. 1909  [2017-12-26]. （原始内容存档于2017-12-26） –New Advent （英语）.
95. ↑  Chisholm, Hugh (编). . Encyclopædia Britannica 11 (Cambridge University Press). 1911  [2017-12-26]. （原始内容存档于2013-05-29） （英语）.
96. ↑  Guruge, 2010, p. 141.
97. ↑  Wright, David. . Viterbo: ABC News. 2005-04-18  [2017-12-27]. （原始内容存档于2017-12-26） （英语）.
98. ↑  Adams, John Paul. . California State Univerisity, Northridge. 2016-04-29  [2017-12-27]. （原始内容存档于2017-12-27） （英语）.
99. ↑  Wintle, 1903, p. 572.
100. 1 2  . Eternal World Television Network.   [2017-12-22]. （原始内容存档于2017-12-22） （英语）.
101. ↑  Goda, Paul. . University of Pittsburgh School of Law. 2005-04-15  [2017-12-27]. （原始内容存档于2014-02-19） （英语）.
102. ↑  Martin S.J., M.  43. 1910: 426. （原始内容存档于2017-12-27） （英语）. |journal=被忽略 (帮助)
103. ↑  Adams, John Paul. . California State Univerisity, Northridge. 2015-09-29  [2017-12-28]. （原始内容存档于2017-12-28） （英语）.
104. ↑  . BBC. 2013-03-12  [2017-12-28]. （原始内容存档于2017-12-28） （英语）.
105. ↑  E. J., Dionne Jr. . The New York Times. 1985-06-04  [2017-12-28]. （原始内容存档于2017-12-28） （英语）.
106. ↑  Pentin, Edward. . National Catholic Register. 2013-03-12  [2017-12-28]. （原始内容存档于2017-12-28） （英语）.
107. ↑  Ioannes PP. XXIII, 1962, para. VIII.
108. ↑  Adams, John Paul. . California State Univerisity, Northridge. 2014-12-21  [2017-12-28]. （原始内容存档于2017-12-28） （英语）.
109. ↑  Miranda, Salvador. . Florida International University.   [2017-12-24]. （原始内容存档于2017-12-24） （英语）.
110. ↑  Paulus PP. VI, 1975, para. 33 & 37.
111. ↑  Adams, John Paul. . California State Univerisity, Northridge. 2015-06-21  [2017-12-28]. （原始内容存档于2017-12-28） （英语）.
112. ↑  . CNN. 2005-04-05  [2017-12-28]. （原始内容存档于2017-12-28） （英语）.
113. ↑  . CBS News. 2013-02-25  [2017-12-28]. （原始内容存档于2017-12-28） （英语）.
114. 1 2 3  Benedictus PP. XVI, 2013.
115. ↑  Zagnoli, Roberto. . Eternal Word Television Network.   [2017-11-24]. （原始内容存档于2017-12-14） （英语）.
116. ↑  John Paul II, 1996, para. 42 & 50.
117. ↑  . Cwnews.com. 2005-05-02  [2017-11-24]. （原始内容存档于2005-05-06） （英语）.
118. ↑  John Paul II, 1996, para. 9, 12, 15, 19, 33, 38, 46, 52, 53, 54, 87 & 90.
119. ↑  Reese, Thomas J. . America Press. America Magazine. 1994-11-19  [2017-11-25]. （原始内容存档于2007-04-03）.
120. ↑  Paulus PP. VI, 1965, para. III.
121. ↑  . The Holy See.   [2017-11-25]. （原始内容存档于2017-12-15） （英语）.
122. ↑  John Paul II, 1996, para. 34.
123. ↑  Zwartz, Barney; O'Grady, Desmond. . The Sydney Morning Herald. 2005-04-19  [2017-11-26]. （原始内容存档于2017-12-14） （英语）.
124. ↑  Donadio, Rachel; Povoledo, Elisabetta. . The New York Times. 2013-02-11  [2017-11-26]. （原始内容存档于2017-12-14） （英语）.
125. 1 2  McKim, Donald K. . Westminster John Knox Press. 2014: 226  [2017-11-25]. （原始内容存档于2017-12-14） （英语）.
126. ↑  John Paul II, 1996, para. 17.
127. ↑  . CBS News (Associated Press). 2005-04-02  [2017-11-13]. （原始内容存档于2017-12-14） （英语）.
128. ↑  Waterson, Edmund. . Archaeologia: Or Miscellaneous Tracts Relating to Antiquity (The Society of Antiquaries of London). 1866, 40: 140  [2017-11-13]. （原始内容存档于2017-12-14） （英语）.
129. 1 2  Lagorio, Christine. . BBC. 2005-04-16  [2017-11-13]. （原始内容存档于2017-12-14） （英语）.
130. ↑  Brown, Stephen Rex. . New York Daily News. 2013-02-26  [2017-11-13]. （原始内容存档于2017-12-14） （英语）.
131. ↑  John Paul II, 1996, para. 1-2.
132. ↑  John Paul II, 1996, para. 7.
133. 1 2  John Paul II, 1996, para. 13.
134. ↑  John Paul II, 1996, para. 37.
135. ↑  Benedictus PP. XVI, 2013, para. 4.
136. ↑  Ott, M. . The Catholic Encyclopedia. New York: Robert Appleton Company. 1910  [2017-12-25]. （原始内容存档于2017-12-25） –New Advent （英语）.
137. ↑  . BBC. 2013-02-11  [2017-11-13]. （原始内容存档于2017-12-14） （英语）.
138. ↑  John Paul II, 1996, para. 77.
139. ↑  Pope Benedict XVI. . 由Miller, Michael J.; Walker, Adrian J.翻译. San Francisco: Ignatius Press. 2010: 29-30  [2017-12-27]. ISBN 978-1-58617-606-8 （英语）.
140. ↑  Povoledo, Elizabetta. . The New York TImes. 2013-02-12  [2017-12-23]. （原始内容存档于2017-12-23） （英语）.
141. 1 2 3  John Paul II, 1996, para. 52.
142. ↑  Faggioli, Massimo. . Liturgical Press. 2014-11-27: 128–129  [2017-11-26]. （原始内容存档于2017-12-14） （英语）.
143. ↑  . The Holy See.   [2017-11-26]. （原始内容存档于2017-12-14） （英语）.
144. ↑  Welsh, Mary Ann. . Rowman & Littlefield. 2005: 52–53  [2017-11-26]. （原始内容存档于2017-12-14） （英语）.
145. ↑  John Paul II, 1996, para. 49.
146. ↑  John Paul II, 1996, para. 50.
147. ↑  . The Telegraph. 2013-03-12  [2017-11-12]. （原始内容存档于2015-07-13） （拉丁语）.
148. ↑  Jepson, Tim. . The Telegraph. 2013-03-08  [2017-11-26]. （原始内容存档于2017-12-14） （英语）.
149. ↑  Faiola, Anthony; Horowitz, Jason. . The Washington Post. 2013-03-12  [2018-12-21]. （原始内容存档于2018-12-21） （英语）.
150. ↑  John Paul II, 1996, para. 52 & 54.
151. ↑  John Paul II, 1996, para. 54.
152. ↑  John Paul II, 1996, para. 40.
153. ↑  Baumgartner, 2003, p. 71.
154. ↑  John Paul II, 1996, para. 42.
155. ↑  John Paul II, 1996, para. 46.
156. ↑  Benedictus PP. XVI, 2013, para. 7.
157. ↑  John Paul II, 1996, para. 44, 56, 57 & 58.
158. 1 2  Wakin, Daniel J. . The New York Times. 2013-03-11  [2017-11-29]. （原始内容存档于2017-12-14） （英语）.
159. ↑  John, Ollie. . TIME. 2013-03-05  [2017-11-29]. （原始内容存档于2017-12-14） （英语）.
160. ↑  Poggioli, Sylvia. . National Public Radio. 2013-03-09  [2017-11-30]. （原始内容存档于2017-12-14） （英语）.
161. ↑  Adams, John Paul. . California State University, Northridge.   [2017-12-15]. （原始内容存档于2017-12-15） （英语）.
162. 1 2  John Paul II, 1996, para. 65.
163. 1 2  John Paul II, 1996, para. 63.
164. ↑  John Paul II, 1996, para. 66.
165. ↑  John Paul II, 1996, para. 74.
166. 1 2  John Paul II, 1996, para. 75.
167. ↑  John Paul II, 1996, para. 64, 66 & 70.
168. ↑  John Paul II, 1996, para. 64, 65 & 72.
169. ↑  Benedictus PP. XVI, 2013, para. 16.
170. ↑  John Paul II, 1996, para. 72.
171. ↑  John Paul II, 1996, para. 66 & 68.
172. ↑  John Paul II, 1996, para. 67.
173. ↑  Wintle, 1903, pp. 573-574.
174. ↑  Pius PP. XII, 1945, para. 86 & 87.
175. ↑  Burkle-Young, Francis A. . Florida International University.   [2017-12-14]. （原始内容存档于2017-12-14） （英语）.
176. ↑  Meyer, G.J. . Random House Publishing Group. 2013-04-12: 88  [2017-12-14]. （原始内容存档于2017-12-14） （英语）.
177. ↑  Mayer, Thomas F. . Cambridge University Press. 2000-11-23: 6  [2017-12-14]. （原始内容存档于2017-12-14） （英语）.
178. ↑  Burkle-Young, Francis A. . Florida International University.   [2017-12-14]. （原始内容存档于2017-12-14） （英语）.
179. ↑  Pattenden, Miles. . Oxford University Press. 2017-07-20  [2017-12-14]. （原始内容存档于2017-12-14） （英语）.
180. ↑  Pius PP. XII, 1945, para. 69.
181. ↑  John Paul II, 1996, para. 65 & 66.
182. ↑  Trollope, 1876, p. 402.
183. ↑  John Paul II, 1996, para. 68-69.
184. ↑  John Paul II, 1996, para. 70.
185. 1 2 3  Chumley, Cheryl K. . The Washington Times. 2013-03-12  [2017-11-13]. （原始内容存档于2017-12-14） （英语）.
186. ↑  . BBC. 2013-02-21  [2017-10-30]. （原始内容存档于2017-12-14） （英语）.
187. ↑  . Novus Ordo Watch.   [2017-11-05] （英语）.
188. ↑  . CBC News. 2005-04-19  [2017-11-28]. （原始内容存档于2017-12-14） （英语）.
189. ↑  Fisher, Ian. . The New York Times. 2005-04-20  [2017-11-28]. （原始内容存档于2017-12-14） （英语）.
190. ↑  Fountain, Henry. . New York Times. 2013-03-11  [2017-10-30]. （原始内容存档于2017-12-14） （英语）.
191. ↑  Fountain, Henry. . New York Times. 2013-03-12  [2017-10-30]. （原始内容存档于2017-12-14） （英语）.
192. ↑  . ABC (Vatican City). Agencia EFE. 2013-03-13  [2017-10-30]. （原始内容存档于2017-12-14） （西班牙语）.
193. 1 2  John Paul II, 1996, para. 87.
194. ↑  Resse, Thomas J. . Harvard University Press. 1996: 99 （英语）.
195. ↑  Menachery, George. .   [2017-11-05]. （原始内容存档于2017-12-14） （英语）.
196. 1 2  John Paul II, 1996, para. 88 & 90.
197. ↑  Guénois, Jean-Marie. . Le Figaro. 2013-02-28  [2018-09-16]. （原始内容存档于2018-09-16） （法语）.
198. ↑  Wooden, Cindy. . Catholic News Service. 2013-03-05  [2018-09-16]. （原始内容存档于2018-09-16） （英语）.
199. ↑  . The Holy See.   [2017-12-22]. （原始内容存档于2017-12-22） （英语）.
200. 1 2  Spillius, Alex. . The Telegraph. 2013-03-13  [2017-11-06]. （原始内容存档于2017-12-14） （英语）.
201. ↑  Guruge, Anura. . AuthorHouse. 2008: 2  [2017-11-06]. （原始内容存档于2017-12-14） （英语）.
202. ↑  Wintle, 1903, p. 573.
203. ↑  Fletcher, Stella. . I.B.Tauris. 2017-02-28  [2017-11-07]. （原始内容存档于2017-12-14） （英语）.
204. ↑  . Catholic Hierarchy.   [2017-11-07]. （原始内容存档于2017-12-14） （英语）.
205. ↑  . Catholic Hierarchy.   [2017-11-07]. （原始内容存档于2017-12-14） （英语）.
206. ↑  Trevor, Meriol. . Gracewing Publishing. 2000-09-30: 261–262  [2017-11-08]. （原始内容存档于2017-12-14） （英语）.
207. ↑  . Catholic Hierarchy.   [2017-11-08]. （原始内容存档于2017-12-14） （英语）.
208. ↑  . Rádio Vaticano Portuguese section. 2013-03-16  [2017-11-08]. （原始内容存档于2017-12-14） （葡萄牙语）.
209. ↑  . The Vatican Today. 2014-01-12  [2017-11-08]. （原始内容存档于2017-12-14） （意大利语）.
210. ↑  Hirst, Michael. . BBC. 2013-03-12  [2017-11-09]. （原始内容存档于2017-12-14） （英语）.
211. ↑  . Rome Reports English. 2013-03-11  [2017-11-09]. （原始内容存档于2019-04-09） （英语）.
212. 1 2 3 4 5 6   (YouTube). The Vatican. 2013-03-13  [2017-11-09]. （原始内容存档于2017-08-13） （意大利语）.
213. ↑  . The Holy See.   [2017-12-26]. （原始内容存档于2017-12-26） （拉丁语）.
214. ↑  Allen, Jr., John L. . Crown Publishing Group. 2007-12-18  [2017-12-14]. （原始内容存档于2017-12-14） （英语）.
215. ↑  Adams, John Paul. . Catholic State University, Northridge.   [2017-11-12]. （原始内容存档于2017-12-14） （英语）.
216. ↑  Clarke, Richard Henry. . P. W. Zielgler & Co. 1903: 210  [2017-11-12] （英语）.
217. ↑  Miranda, Salvador. . Cardinals of the Holy Roman Church. Florida International University.   [2017-11-12]. （原始内容存档于2017-12-14） （英语）.
218. ↑  Burkle-Young, Francis A. . Lexington Books. 2000: 68–69  [2017-11-12]. （原始内容存档于2017-12-14） （英语）.
219. 1 2  . Rome Reports. 2017-01-07  [2018-08-20]. （原始内容存档于2018-08-20） （英语）.
220. 1 2 3   (YouTube). NBC. 2012-04-19  [2017-11-09]. （原始内容存档于2017-04-28） （英语）.
221. ↑  Collins, 2011, pp. 132 & 268.
222. ↑   (YouTube). British Pathé. 2014-04-13  [2017-11-12]. （原始内容存档于2021-05-23） （英语）.
223. ↑  .   [2025-05-25]. （原始内容存档于2025-05-05）.
224. ↑  .   [2025-05-25]. （原始内容存档于2024-12-26）.
225. ↑  .   [2025-05-25]. （原始内容存档于2025-05-05）.
226. ↑  Szulc, Ted. . Simon and Schuster. 2016-08-11  [2017-11-12]. （原始内容存档于2017-12-14） （英语）.
227. ↑  Goldman, Russell. . ABC News. 2013-03-05  [2018-08-23]. （原始内容存档于2018-08-23） （英语）.
228. ↑  Tornielli, Andrea. . La Stampa. 2016-05-17  [2018-09-30]. （原始内容存档于2018-09-30） （英语）.
229. ↑  Henderson, Ernest F. (编). . George Bell and Sons: 361–365. 1903  [2017-12-29] （英语）.
230. ↑  Colomer & McLean, 1998, pp. 6-7.
231. 1 2  Miranda, Salvador. . Florida International University.   [2017-12-29]. （原始内容存档于2017-12-29） （英语）.
232. ↑  Miranda, Salvador. . Florida International University.   [2017-12-29]. （原始内容存档于2017-12-29） （英语）.
233. ↑  Clement V. . 1311  [2017-12-29]. （原始内容存档于2017-12-29） –Salvador Miranda （拉丁语）.
234. ↑  Pius IV. . Sancta Sedes. 1562-10-09  [2017-12-29]. （原始内容存档于2017-12-29） –Salvador Miranda （拉丁语）.
235. ↑  Gregory XV. . Sancta Sedes. 1621-11-17  [2017-12-29]. （原始内容存档于2017-12-29） –Salvador Miranda （拉丁语）.
236. ↑  Pivs PP. X. . Sancta Sedes. 1904-12-25  [2017-12-29]. （原始内容存档于2017-12-29） –Salvador Miranda （拉丁语）.
237. ↑  Pius PP. XI. . Santa Sede. 1922-03-01  [2017-12-28]. （原始内容存档于2017-12-28） （意大利语）.
238. ↑  Pius PP. XII, 1945.
239. ↑  Ioannes PP. XXIII, 1962.
240. ↑  Paulus PP. VI. . Sancta Sedes. 1970-11-20  [2017-12-29]. （原始内容存档于2017-12-29） （拉丁语）.
241. ↑  . Libreria Editrice Vaticana. 2000  [2017-12-29]. （原始内容存档于2017-12-29） （拉丁语）.